# 율목도서관
율목도서관은 대한민국 인천광역시 중구 소재의 도서관이다.

## 연혁
- 1946년 2월 2일 인천시립도서관 개관
- 1962년 12월 15일 시립도서관 본관 설립
- 2010년 4월 30일 율목도서관 리모델링 공사 착공
- 2010년 12월 13일 율목도서관 준공
- 2011년 4월 28일 율목도서관 시범 개관(본관 자유열람실 및 별관 어린이실 운영)
- 2011년 6월 1일 울목도서관 관장 및 실무운영팀 조직 운영 개시
- 2011년 6월 28일 율목도서관 전관개관 (회원가입 및 대출 반납 운영)
- 2011년 7월 8일 율목도서관 정식개관, 명사의 서재 1호점(송영길 인천시장) 설치
- 2011년 9월 28일 (사)이주민사회통합지원센터 간 지역공공기관 협력을 위한 업무협약 체결
- 2011년 10월 12일 율목도서관 운영위원회 구성 및 회의개최
- 2011년 10월 27일 인천 자모원 간 지역공공기관 협력을 위한 업무협약 체결
- 2011년 12월 27일 인천광역시중구노인복지관 간 지역공공기관 협력을 위한 업무협약
- 2012년 10월 1일 2012년도 10월 문화의 달 행사 운영
- 2012년 10월 13일 도서관 문학작가 파견 사업 "도보기행-중국인의 거리" 개최
- 2012년 11월 17일 제1회 도전! 독서골든벨 개최
- 2012년 11월 26일 율목 팜 스테이 운영을 통한 배추 약 100포기 중구노인복지회관에 기증
- 2012년 12월 1일 2012년도 12월 송연행사 운영
- 2012년 12월 4일 해군2함대 항공지원대 업무협약 체결
- 2012년 12월 4일 학부모 대상 특강 "나도 처음이란다" 개최
- 2012년 12월 27일 인천 중구자원봉사센터 업무협약 체결
- 2013년 1월 4일 2013년도 탁상용 달력 배포
- 2013년 2월 26일 2013년 인천시 "북스타트" 사업기관 선정
- 2013년 3월 5일 2013년 노인일자리사업 도서관관리지원사업단 "책갈피" 운영
- 2013년 3월 26일 2013년 율목도서관 순회문고 및 단체대출 사업 "율목 북투게더" 실시
- 2013년 4월 9일 2013년 "율목 팜 스테이 시즌2" 운영 실시
- 2013년 4월 23일 주제특화사업 "어린이 북아트 지도사 3급 양성과정" 운영 실시
- 2013년 6월 14일 인천광역시영상위원회 업무협약 체결
- 2013년 7월 6일 개관 2주년 기념행사 「변화, 그 두 번째 이야기」
- 2013년 8월 22일 율목도서관-인천중구치매센터 금빛사랑채 간 업무협약 체결
- 2013년 10월 26일 율목도서관 제1회 리빙라이브러리 개최
- 2013년 10월 31일 2013년「사랑의 율목도서관, 감 기증」- 중구노인복지회관 감4BOX 기증
- 2014년 1월 28일 2014년「장애인정보누리터 전국확산을 위한 국고보조사업」선정
- 2014년 2월 19일 율목도서관-중구장애인보호작업장 간 업무협약 체결
- 2014년 2월 28일 2014년 다문화 프로그램 지원사업 「다문화 임산부 교실 ‘똑! 소리나는 육아일기」선정